# Đường cong Mordell

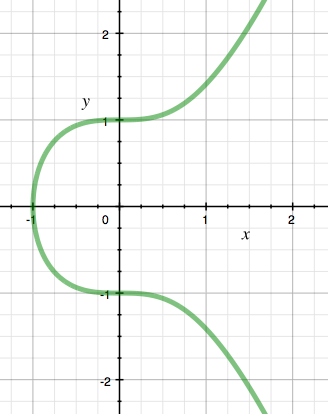
y^{2} = x^{3} + 1, với nghiệm nguyên tại (-1, 0), (0, 1) và (0, -1)

Trong đại số, đường cong Mordell là đường cong elliptic dưới dạng y2 = x3 + n với n cố định là số nguyên khác không .
Các đường cong elliptic này được nghiên cứu cẩn thận bởi Louis Mordell,. Ông đã chứng minh rằng mọi đường cong Mordell chỉ chứa hữu hạn số điểm nguyên (x, y). Hay nói cách khác, khoảng cách giữa số chính phương và số lập phương tiến tới vô cùng. Tốc độ mà khoảng cách lớn dần được xét bằng phương pháp Baker. Theo giả thuyết thì bài toán này có thể giải theo giả thuyết Marshall Hall.

## Các tính chất
Nếu (x, y) là điểm nguyên trên đường cong Mordell thì (x, -y) cũng là điểm nguyên trên đường cong đó.
Có một số giá trị n mà đường cong Mordell tương ứng không có nghiệm  danh sách các giá trị đó là:
6, 7, 11, 13, 14, 20, 21, 23, 29, 32, 34, 39, 42, ... (dãy số A054504 trong bảng OEIS).
−3, −5, −6, −9, −10, −12, −14, −16, −17, −21, −22, ... (dãy số A081121 trong bảng OEIS).
Trường hợp đặc biệt n = −2 được gọi là Định lý kẹp của Fermat.

## Danh sách kết quả
Sau đây là danh sách kết quả cho đường cong Mordell y2 = x3 + n với |n| ≤ 25. Ở đây chỉ hiện các cặp có y ≥ 0.
| n  | (x,y)                                                                           |
| -- | ------------------------------------------------------------------------------- |
| 1  | (−1, 0), (0, 1), (2, 3)                                                         |
| 2  | (−1, 1)                                                                         |
| 3  | (1, 2)                                                                          |
| 4  | (0, 2)                                                                          |
| 5  | (−1, 2)                                                                         |
| 6  | –                                                                               |
| 7  | –                                                                               |
| 8  | (−2, 0), (1, 3), (2, 4), (46, 312)                                              |
| 9  | (−2, 1), (0, 3), (3, 6), (6, 15), (40, 253)                                     |
| 10 | (−1, 3)                                                                         |
| 11 | –                                                                               |
| 12 | (−2, 2), (13, 47)                                                               |
| 13 | –                                                                               |
| 14 | –                                                                               |
| 15 | (1, 4), (109, 1138)                                                             |
| 16 | (0, 4)                                                                          |
| 17 | (−1, 4), (−2, 3), (2, 5), (4, 9), (8, 23), (43, 282), (52, 375), (5234, 378661) |
| 18 | (7, 19)                                                                         |
| 19 | (5, 12)                                                                         |
| 20 | –                                                                               |
| 21 | –                                                                               |
| 22 | (3, 7)                                                                          |
| 23 | –                                                                               |
| 24 | (−2, 4), (1, 5), (10, 32), (8158, 736844)                                       |
| 25 | (0, 5)                                                                          |

| n   | (x,y)             |
| --- | ----------------- |
| −1  | (1, 0)            |
| −2  | (3, 5)            |
| −3  | –                 |
| −4  | (5, 11), (2, 2)   |
| −5  | –                 |
| −6  | –                 |
| −7  | (2, 1), (32, 181) |
| −8  | (2, 0)            |
| −9  | –                 |
| −10 | –                 |
| −11 | (3, 4), (15, 58)  |
| −12 | –                 |
| −13 | (17, 70)          |
| −14 | –                 |
| −15 | (4, 7)            |
| −16 | –                 |
| −17 | –                 |
| −18 | (3, 3)            |
| −19 | (7, 18)           |
| −20 | (6, 14)           |
| −21 | –                 |
| −22 | –                 |
| −23 | (3, 2)            |
| −24 | –                 |
| −25 | (5, 10)           |

Trong 1998, J. Gebel, A. Pethö, H. G. Zimmer tìm mọi điểm nguyên cho 0 < |n| ≤ 104.
Trong 2015, M. A. Bennett và A. Ghadermarzi tính toàn bộ điểm nguyên cho 0 < |n| ≤ 107.